# Krakoa
Krakoa est un lieu de fiction et un personnage fictif évoluant dans l'univers Marvel de la maison d'édition Marvel Comics. Créé par Len Wein et Dave Cockrum, l'île de Krakoa apparaît pour la première fois dans le comic book Giant-Size X-Men #1 en mai 1975.
Krakoa est à l'origine de la formation de la seconde équipe des X-Men. De même, l'île, à la suite d'une continuité rétroactive (retcon), a permis d'introduire le personnage de Vulcan, le deuxième frère de Cyclope qui est devenu un antagoniste des X-Men.
Initialement décrit comme un antagoniste, Krakoa est depuis devenu un habitat sensible pour la nation mutante de l'univers Marvel, qui partage son nom.

## Biographie fictionnelle

### Origines
Krakoa était à l'origine une petite île de l'Océan Pacifique, proche d'un site de test nucléaire. Les radiations la transformèrent en une entité consciente.
Un jour, le dispositif de localisation des mutants du Professeur Xavier, Cerebro, localise l'île ; l'équipe originale des X-Men (Angel, Jean Grey, Cyclope, le Fauve, Iceberg) y est envoyée pour enquêter. Krakoa les capture, Cyclope étant le seul à pouvoir s'enfuir grâce à un groupe de sauvetage secrètement formé : les X-Men de Moira McTaggert, composés de Kid Vulcan, Darwin, Petra et Sway.
Les quatre adolescents sont apparemment tués dans la mission, et Xavier efface ces évènements de la mémoire de tous.
Le Professeur Xavier décide alors de recruter une nouvelle équipe de mutants, les Nouveaux X-Men, pour sauver ses élèves captifs. Le groupe retrouve les X-Men originaux, très affaiblis et combatt l'île. Finalement, Tornade et Polaris réussissent à envoyer l'île dans l'espace.
Krakoa laisse toutefois sur Terre une spore, qui évolue en un être nommé Vega Superior. Le X-Man Diablo réussit à la vaincre en la persuadant de se noyer.
Krakoa dérive ensuite dans l'espace avant d'être capturée par l'Étranger, qui la met sur son monde laboratoire.

### Dawn of X
Dans Dawn of X, après des révélations partagées par Moira MacTaggert, le Professeur X et Magnéto apprivoisent cet ancien ennemi des X-Men en une nation insulaire pour tous les mutants. En utilisant les nombreuses ressources naturelles de Krakoa, ils créent des portes de téléportation à travers le monde pour les connecter à la population mutante mondiale, et des remèdes universels pour apaiser les autres nations à reconnaître leur autonomie en tant que nation mutante.

## Pouvoirs et capacités
Krakoa est un organisme vivant gigantesque, un véritable écosystème à lui tout seul, de la taille d'une petite île et constitué de roche volcanique et de végétation luxuriante. L'île a développé une intelligence animale, essentiellement basée sur la survie. Elle est formée grâce à l'agglomérat collectif des formes de vie qui la composent, qu'elle a amalgamé.
Elle peut se nourrir de l’énergie vitale de n’importe quelle forme de vie, mais semble avoir développé une attirance pour l’énergie vitale des mutants, s’en nourrissant quasi-exclusivement en délaissant les autres formes de vie. Pour ce faire, elle utilise des tentacules végétaux, qu’elle fait pousser pour attraper ses proies.
- L'esprit de Krakoa, amalgame de flore et de faune, possède d'incroyables pouvoirs psychiques de courte portée, capable d'atteindre tout ce qui se déplace sur sa surface. Elle semble aussi capable de bloquer les pouvoirs des télépathes tentant d’entrer en communication avec elle, des interférences empêchant ceux-ci d'utiliser correctement leurs pouvoirs quand ils sont sur l'île[1].
- Lorsqu’elle absorbe l’énergie des mutants, elle les laisse généralement très affaiblis et sans pouvoir. Il semble qu'elle soit capable de se nourrir de leur énergie aussi longtemps qu’elle les tient en captivité[1].
- L'île peut survivre dans le froid glacial de l'espace. Elle peut aussi créer des créatures semi-humanoïdes de diverses tailles, dotées d’une force et d’une résistance surhumaines, communément appelées ses « anticorps ». L'île se sert de ces « anticorps » pour se défendre et se nourrir. Lorsqu’elle se transforme entièrement en créature semi-humanoïde, elle est alors dotée d’une force surhumaine, capable de soulever (ou d’exercer une pression équivalente à) environ 100 tonnes[1].